# Ken Downing
Ken Downing va ser un pilot de curses automobilístiques anglès que va arribar a disputar curses de Fórmula 1.
Ken Downing va néixer el 5 de desembre del 1917 a Chesterton, Staffordshire, Anglaterra i va morir el 3 de maig del 2004 a Montecarlo.

## A la F1
Va debutar a la tercera temporada de la història del campionat del món de la Fórmula 1, la corresponent a l'any 1952, disputant el 19 de juliol el GP de Gran Bretanya, que era la cinquena prova del campionat.
Ken Downing va arribar a participar en dues curses puntuables pel campionat de la temporada 1952, fent com a millor posició un novè lloc en la primera cursa.

## Resultats a la Fórmula 1
| Any  | Equip                 | Xassís    | Motor       | 1   | 2   | 3   | 4   | 5     | 6   | 7       | 8   | Posició | Punts |
| ---- | --------------------- | --------- | ----------- | --- | --- | --- | --- | ----- | --- | ------- | --- | ------- | ----- |
| 1952 | Connaught Engineering | Connaught | Lea-Francis | SUI | 500 | BEL | FRA | GBR 9 | ALE | HOL Ret | ITA | -       | 0     |

### Resum
| Curses: | Victòries: | Pòdiums: | Poles: | Voltes ràpides: | Punts: |
| ------- | ---------- | -------- | ------ | --------------- | ------ |
| 2       | 0          | 0        | 0      | 0               | 0      |